# Alice Foti
Alice Foti (14 gennaio 1997) è una calciatrice italiana, di ruolo attaccante.

## Carriera
Cresciuta nelle giovanili della Fiamma Monza, dove gioca fino alla formazione che disputa il Campionato Primavera, Alice Foti viene aggregata alla prima squadra durante la stagione 2012-2013 facendo il suo debutto in Serie A il 13 aprile 2013, nell'incontro casalingo perso per 5-1 con le avversarie della Torres, sostituendo all'89' Viola Brambilla.
Resta legata alla società monzese anche dopo la decisione di non iscrivere la squadra al campionato di Serie B 2013-2014 ripartendo dall'allora Serie C regionale. Condivide con le compagne la conquista del primo posto nella stagione 2016-2017 Serie C Lombardia e la conseguente promozione in Serie B per il campionato 2017-2018. Nella stagione di ritorno al campionato cadetto Foti marca 18 presenze siglando una rete.
Durante il calciomercato estivo 2018 si trasferisce alla neopromossa Orobica, vestendo la maglia della società bergamasca per la stagione entrante. Condivide con le nuove compagne la difficile stagione che vede la squadra non riuscire a staccarsi dalla parte bassa della classifica e, con l'incontro casalingo del 23 marzo 2019 perso per 1-0 con il Milan, retrocedere matematicamente in cadetteria con tre giornate d'anticipo.

## Palmarès
- Serie C: 1

Fiammamonza: 2016-2017